# ノース・コースト線 (クイーンズランド州)
ノース・コースト線（ノースコーストせん、英語: North Coast Line）は、オーストラリア・クイーンズランド州ブリスベン市 (en:Brisbane City Council) のローマ・ストリート駅からケアンズ市 (en:Cairns Region) のケアンズ駅までを結ぶQR（クイーンズランド鉄道）の鉄道路線である。
ノース・コースト線からはいくつかの支線が分岐している。この記事ではこれらの支線についても述べる。

## 概要

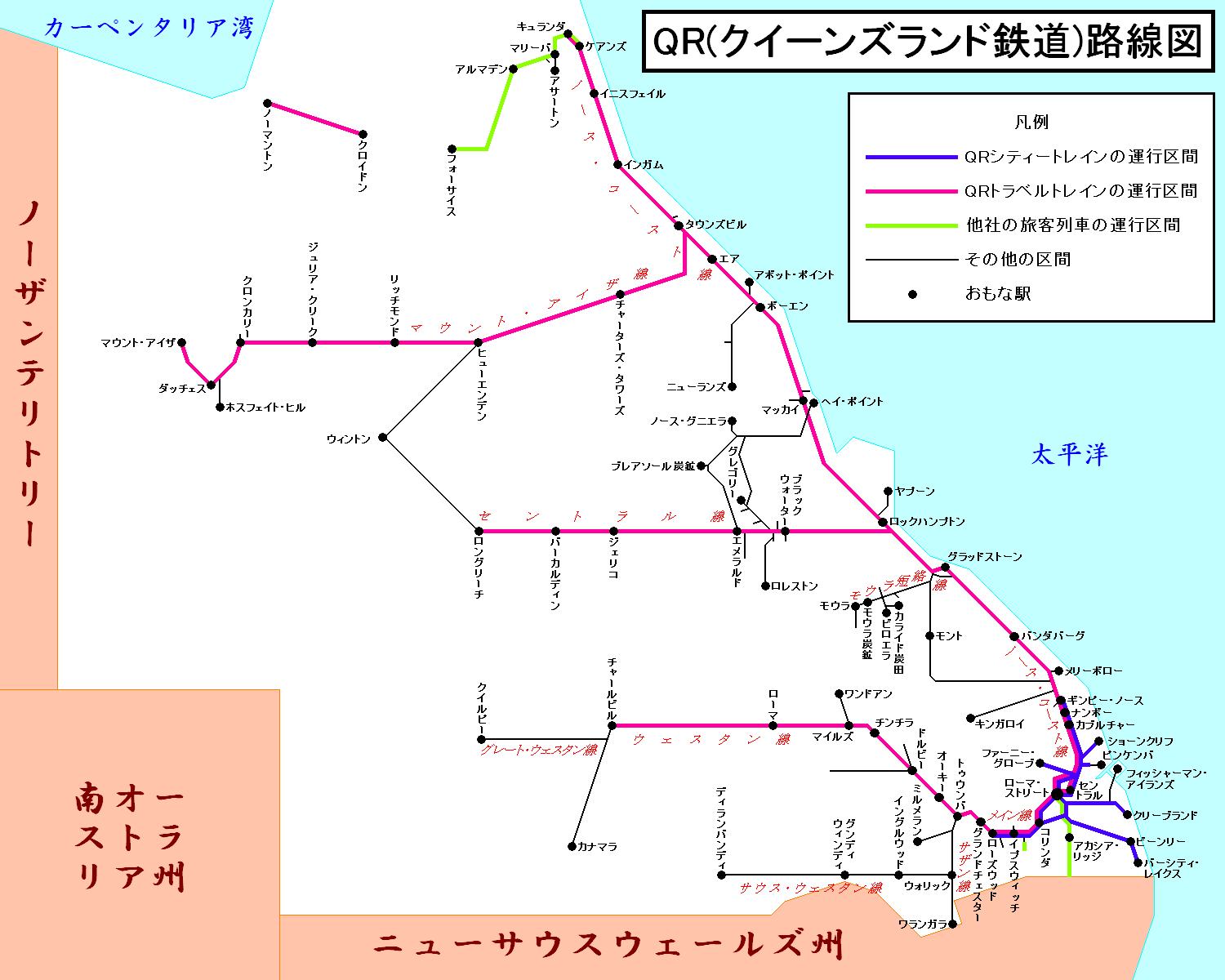
QR（クイーンズランド鉄道）路線図

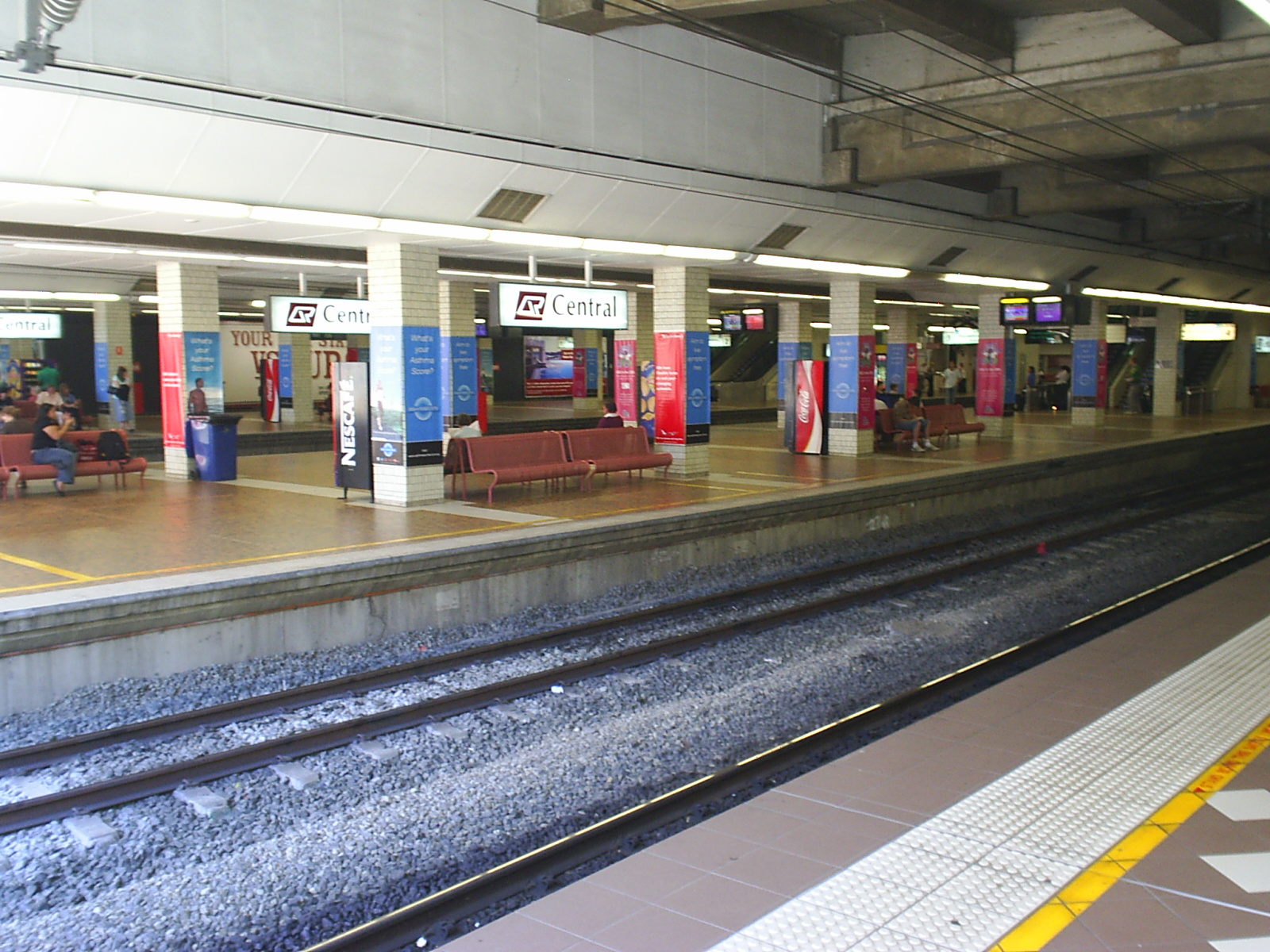
セントラル駅

当路線は東海岸に沿って州都ブリスベン市とケアンズ市を結ぶ約1680kmの路線である。起点のローマ・ストリート駅でメイン線やゴールドコースト線と接続している。ローマ・ストリート駅 - Mayne間はエキシビション駅 (Exhibition) 経由とセントラル駅経由の2つのルートがある。ロックハンプトンのRocklandsでセントラル線と接続し、タウンズビル市のスチュアート駅でマウント・アイザ線と接続している。終点のケアンズ駅でアサートン駅への支線と直結している。他に各地の炭鉱や港湾などに至る多くの路線が接続している。
ロックハンプトン駅の北では Denison Street 上に敷設された2km近くに及ぶ併用軌道の区間が存在する。マッカイ地区付近から北の区間では、サトウキビ輸送鉄道とのダイヤモンドクロッシングや跳ね橋による交差が多数存在する。当路線では1998年に狭軌では世界最速の「ティルト・トレイン」が導入され、160km/h運転を行っている。

### 路線データ
軌間以外の項目はノース・コースト線のみのものである。各支線の軌間以外の項目については#接続路線の各節を参照。
- 路線距離:
  - ローマ・ストリート駅 - セントラル駅 - ケアンズ駅 : 1680.58km
  - ローマ・ストリート駅 - エキシビション駅 - Mayne : 約4km
- 軌間: 1067mm
- 複線区間:
  - 複々線: ローマ・ストリート駅 - セントラル駅 - ノースゲート駅
  - 3線: ノースゲート駅 - Lawnton
  - 複線: ローマ・ストリート駅 - エキシビション駅 - Mayne、Lawnton - Beerburrum、Callemondah - Rocklands、Nome - タウンズビル駅
- 電化区間（交流25,000V、50Hz）: ローマ・ストリート駅 - セントラル駅 - ロックハンプトン駅、ローマ・ストリート駅 - エキシビション駅 - Mayne

## 運行形態

### 貨物列車
QRナショナルが線内のロックハンプトン駅、エア駅 (Ayr)、タウンズビル駅、ケアンズ駅などとブリスベンとを結ぶ貨物列車を運行している。ブラックウォーター地区 (en:Blackwater, Queensland) 周辺の炭鉱からグラッドストン地区 (en:Gladstone, Queensland) の石炭ターミナルや発電所などへの石炭輸送列車がセントラル線から直通して運行されている。コパベラ地区周辺の炭鉱からボーエン地区 (en:Bowen, Queensland)のアボット・ポイント石炭ターミナルへの石炭輸送列車がノース・グニエラ駅への支線から直通して運行されている。
パシフィック・ナショナルがブリスベン - ケアンズ間で海上コンテナ貨物を輸送する貨物列車を運行している。
ブリスベン中心部ではエキシビション駅経由のルートで運転され、ノーマンビー操車場 (Normanby marshalling yard) を発着する列車もある。

### 旅客列車

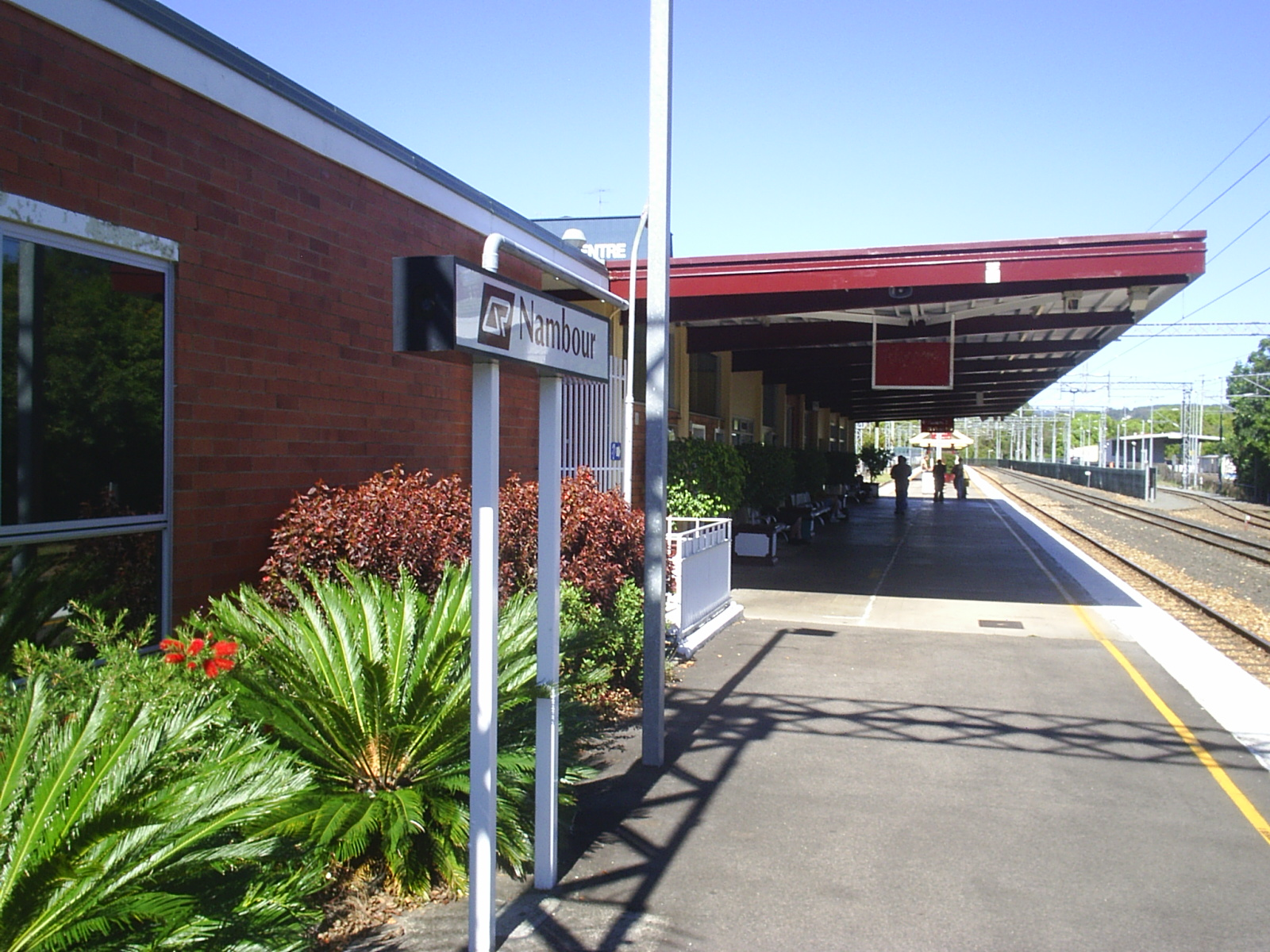
ナンボー駅: この駅より北はシティートレインの運転本数が減少する。

ローマ・ストリート駅 - セントラル駅 - ギンピー・ノース駅間ではシティートレインの都市圏輸送が行われており、接続する各支線やエアトレインの路線とも直通している。ローマ・ストリート駅以遠はメイン線やゴールドコースト線経由で各方面に乗り入れている。ただしナンボー駅 (Nambour) - ギンピー・ノース駅間は運転本数が少なく、1日1-2往復のみである。また、エッカなどのイベント開催期間にはエキシビション駅への営業列車が運行される。
ローマ・ストリート駅 - ケアンズ駅間の全線に渡ってトラベルトレインの長距離旅客列車が週5往復運行されており、このうち「ティルト・トレイン」は営業最高速度160km/hである。ローマ・ストリート駅 - ロックハンプトン駅間では区間運転の列車やセントラル線直通の列車も加わり、合計で毎日1-4往復が運行されている。

## 歴史

### 開業までの歴史
クイーンズランドの初期の鉄道は、各地の港から内陸に向けて作られた路線網が独立に発展し、これらは海上の航路で結ばれていた。ノース・コースト線はこれらの路線網を結ぶように計画され、1910年に議会で承認され1924年に全線開業した。
ブリスベン地区 - メリーボロー地区間
1882年にメリーボロー地区から金鉱を目指してギンピー駅まで南下する孤立した路線が開業した。ブリスベン地区から北上する路線は1888年に初めてPetrieまで開業し、1891年にギンピー駅まで延伸開業しこの時点でブリスベン地区 - メリーボロー地区 - バンダバーグ地区間がつながった。ブリスベン中心部では1889年にローマ・ストリート駅 - セントラル駅間が、1890年にセントラル駅およびブランズウィック・ストリート駅（2008年にフォーティテュード・ヴァリー駅に改称）経由のルートが開業した。
メリーボロー地区 - バンダバーグ地区 - グラッドストーン地区間
メリーボロー地区から北上する路線は1883年に Burrum Coalfield まで開業し、1888年にバンダバーグ駅まで延伸開業した。1891年にバーネット川橋が完成しノース・バンダバーグ駅まで延伸開業し、ノース・バンダバーグ駅 - Mount Perry 間の路線と接続した。1892年にRosedaleまで延伸開業した。グラッドストーン駅から南下する路線は1896年にIveraghまで孤立した路線が開業した。1897年にバンダバーグ駅 - グラッドストーン駅間の全線が開業しこの時点でブリスベン地区からグラッドストーン地区までがつながった。
グラッドストーン地区 - ロックハンプトン地区間
1903年にグラッドストーン地区 - ロックハンプトン地区間が開業し、ブリスベン地区からロックハンプトン地区までがつながりセントラル線やロックハンプトン駅 - エミュー・パーク駅間の路線と接続した。
ロックハンプトン地区 - マッカイ地区間
ロックハンプトン地区から北上する路線は1913年にYaambaまで開業し、1917年にマールボロー駅 (Marlborough) まで、1921年に St Lawrence まで延伸開業した。マッカイ地区から南下する路線は1913年にサリナ駅 (Sarina) まで開業し、1920年にCarmillaまで延伸開業した。1921年に St Lawrence - Carmila 間が開業しブリスベン地区からマッカイ地区までがつながった。
マッカイ地区 - ボーエン地区間
マッカイ地区から北上する路線は1915年にパイオニア川に架かる橋が完成し、のちにFarleighまで延伸開業した。ボーエン地区から南下する路線は地元2自治体（ボーエン、Wangaratta）によるボーエン・プロサーパイン組合鉄道局によってプロサーパイン駅 (Proserpine) までの主に砂糖輸送用の路線が建設され1910年に開業し、1917年にクイーンズランド州営鉄道が買収した。1923年にFarleigh - プロサーパイン駅間が開業しブリスベン地区からタウンズビル地区までがつながった。
ボーエン地区 - タウンズビル地区間
ボーエン地区から北上する路線は1891年にGuthalungraまで開業し1913年にホーム・ヒル駅 (Home Hill) まで延伸開業した。タウンズビル地区から南下する路線は地元3自治体（タウンズビル、Thuringowa、エア）によるエア組合鉄道局によってグレート・ノーザン鉄道（マウント・アイザ線）スチュアート駅からエア駅までの主に砂糖輸送用の路線が建設され1901年に開業し、1913年にクイーンズランド州営鉄道が買収し、同年にMaraliまで延伸開業した。1913年にバーデキン川に架かるインカーマン橋が完成しホーム・ヒル駅 - Marali間が開業しボーエン地区からタウンズビル地区までがつながった。
タウンズビル地区 - イニスフェイル地区間
タウンズビル地区から北上する路線は1914年にKurukanまで開業し、順次延伸し1921年にLilypondまで延伸開業した。イニスフェイル地区 (en:Innisfail, Queensland) から南下する路線は1922年にエル・アリッシュ駅 (El Arish) まで開業し1923年にFelugaまで延伸開業した。1924年にLilypond - Feluga間が開業しブリスベン地区からケアンズ地区までがつながった。
イニスフェイル地区 - ケアンズ地区間
ケアンズ地区から南下する路線は地元自治体のケアンズ鉄道局によって建設され1897年にマルグレーブ駅 (Mulgrave)（のちにゴードンベール駅 (Gordonvale) に改称）まで開業し、順次延伸し1910年にバビンダ駅 (Babinda) まで延伸開業し、1911年にクイーンズランド州営鉄道が買収した。1912年にPawngillyまで、1919年にDaradgeeまで延伸開業した。1924年にDaradgee橋が完成しイニスフェイル駅 - Daradgeeが開業しブリスベン地区からケアンズ地区までがつながった。

### 開業後の歴史
1930年代にブリスベン - ケアンズ間で長距離旅客列車「サンシャイン・エクスプレス」の運行が開始され、1953年に「ザ・サンランダー」の運行が開始された。1979年にブリスベン都市圏の電化が開始された。1996年にブリスベン中心部で複々線化が開始された。1998年にブリスベン - ロックハンプトン間で「ティルト・トレイン」が導入された。2009年にカブルチャー駅 - Beerburrum間の複線化が完成した。

## 接続路線
ノース・コースト線と接続している路線を以下に示す。「キロ程」は起点のローマ・ストリート駅から接続駅までのものである。「接続方向」は、起点のローマ・ストリート駅から終点のケアンズ駅方に向かって左側（グレートディヴァイディング山脈側）を「山側」、右側（太平洋側）を「海側」と表記した。
| 地方                                   | 接続駅                                         | キロ程  | 接続路線                                                                     | 接続方向 |
| -------------------------------------- | ---------------------------------------------- | ------- | ---------------------------------------------------------------------------- | -------- |

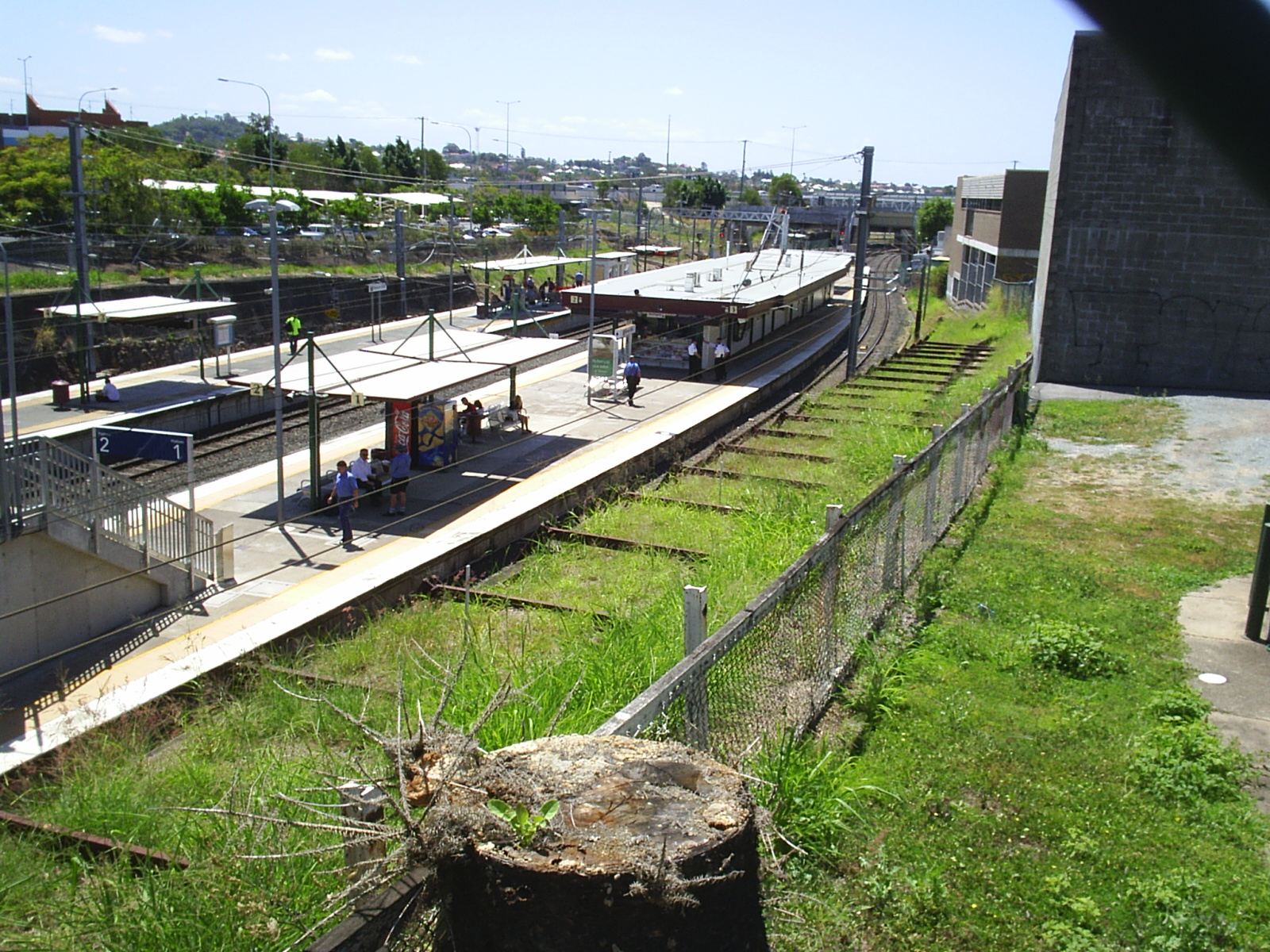
ボーエン・ヒルズ駅: ファーニー・グローブ駅への支線が分岐する。

| サウス・イースト・クイーンズランド地方 | ローマ・ストリート駅                           | 0.00    | メイン線                                                                     | 直結     |
| サウス・イースト・クイーンズランド地方 | ローマ・ストリート駅                           | 0.00    | ゴールドコースト線                                                           | 海側     |
| サウス・イースト・クイーンズランド地方 | ボーエン・ヒルズ駅 (Bowen Hills)               | 3.41    | ボーエン・ヒルズ駅 - ファーニー・グローブ駅 (Ferny Grove) 間の路線           | 山側     |
| サウス・イースト・クイーンズランド地方 | イーグル・ジャンクション駅 (Eagle Junction)    | 7.52    | イーグル・ジャンクション駅 - ピンケンバ駅 (Pinkenba) 間の路線                | 海側     |
| サウス・イースト・クイーンズランド地方 | ノースゲート駅 (Northgate)                     | 10.90   | ノースゲート駅 - ショーンクリフ駅 (Shorncliffe) 間の路線                     | 海側     |
| ワイド・ベイ＝バーネット地方           | ギンピー・ノース駅 (Gympie North)              | 173.65  | ギンピー・ノース駅 - ギンピー駅 (Gympie) 間の路線                            | 山側     |
| ワイド・ベイ＝バーネット地方           | Theebine                                       | 207.49  | Theebine - キンガロイ駅 (Kingaroy) 間の路線                                  | 山側     |
| ワイド・ベイ＝バーネット地方           | Mungar                                         | 250.50  | Mungar - モント駅 (Monto) 間の路線                                           | 山側     |
| ワイド・ベイ＝バーネット地方           | メリーボロー・ウェスト駅 (Maryborough West)    | 262.82  | メリーボロー・ウェスト駅 - メリーボロー駅 (Maryborough) 間の路線             | 海側     |
| フィッツロイ地方                       | Parana                                         | 524.91  | モウラ短絡線                                                                 | 山側     |
| フィッツロイ地方                       | Callemondah                                    | 534.30  | Callemondah - モント駅間の路線およびモウラ短絡線                             | 山側     |
| フィッツロイ地方                       | Rocklands                                      | 632.97  | セントラル線                                                                 | 山側     |
| フィッツロイ地方                       | グレンモア・ジャンクション (Glenmore Junction) | 約642   | グレンモア・ジャンクション - ヤプーン駅 (Yeppoon) 間の路線                   | 海側     |
| マッカイ地方                           | Yukan                                          | 915.98  | ヘイ・ポイント駅 (Hay Point) - ノース・グニエラ駅 (North Goonyella) 間の路線 | 両側     |
| マッカイ地方                           | マッカイ駅                                     | 959.00  | マッカイ駅 - Marian 間の路線                                                 | 山側     |
| マッカイ地方                           | Erakala                                        | 969.48  | Erakala - マッカイ・ハーバー駅 (Mackay Harbour) 間の路線                     | 海側     |
| ノース・クイーンズランド地方           | Durroburra                                     | 1158.50 | Durroburra - ニューランズ駅 (Newlands) 間の路線                              | 山側     |
| ノース・クイーンズランド地方           | Kaili                                          | 1164.09 | Kaili - アボット・ポイント駅 (Abbot Point) 間の路線                          | 海側     |
| ノース・クイーンズランド地方           | スチュアート駅 (Stuart)                        | 1331.07 | マウント・アイザ線                                                           | 山側     |
| ノース・クイーンズランド地方           | Yabulu                                         | 1364.98 | Cobarra - Yabulu 間の路線                                                    | 海側     |

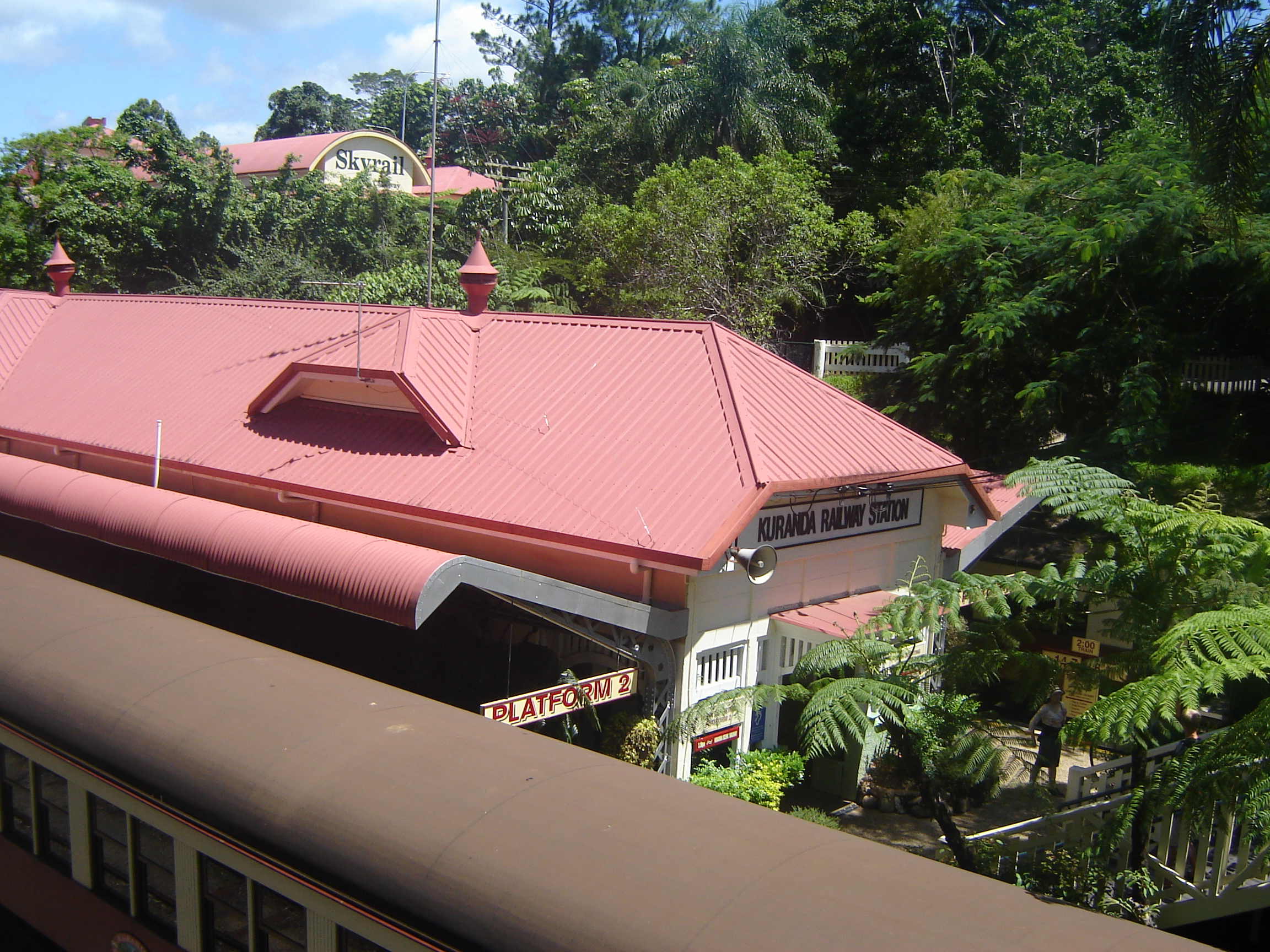
キュランダ駅

| ファー・ノース・クイーンズランド地方   | ケアンズ駅                                     | 1680.58 | ケアンズ駅 - アサートン駅 (Atherton) 間の路線                                | 直結     |

### サウス・イースト・クイーンズランド地方の接続路線

#### 概要
ローマ・ストリート駅で接続するトゥウンバ駅への路線はメイン線を、バーシティ・レイクス駅への路線はゴールドコースト線を参照。
- 路線距離:
  - （支線） ボーエン・ヒルズ駅 - ファーニー・グローブ駅 : 13.42km
  - （支線） イーグル・ジャンクション駅 - ピンケンバ駅 : 7.95km
  - （支線） ノースゲート駅 - ショーンクリフ駅 : 10.79km
- 複線区間: ボーエン・ヒルズ駅 - ケッペラ駅、ノースゲート駅 -  サンドゲイト駅
- 電化区間（交流25,000V、50Hz）: ドゥーンベン駅 - ピンケンバ駅を除く全線

サウス・イースト・クイーンズランド地方ではファーニー・グローブ駅、ピンケンバ駅、ショーンクリフ駅への支線が分岐している。このうちボーエン・ヒルズ駅 - ファーニー・グローブ駅間とイーグル・ジャンクション駅 - ドゥーンベン駅 (Doomben) 間とノースゲート駅 - ショーンクリフ駅間ではシティートレインの都市圏輸送が行われており、ノース・コースト線と直通して運行されている。

#### 歴史
ファーニー・グローブ駅への支線は1899年にエノゲラ駅 (Enoggera) まで開業し、1920年にデイボロ駅 (Dayboro) まで延伸開業したが、ファーニー・グローブ駅 - デイボロ駅間はのちに廃止された。1979年に全線が電化された。2008年にミッチェルトン駅 (Mitchelton) - ケッペラ駅 (Keperra) 間の複線化が完成した。
ピンケンバ駅への支線は1882年にレースコース駅 (Racecourse)（のちのアスコット駅 (Ascot)）まで開業し、のちにピンケンバ駅まで延伸開業した。1988年にイーグル・ファーム駅 (Eagle Farm) まで電化された。
ショーンクリフ駅への支線は1882年にサンドゲイト駅（初代）まで開業した。のちにサンドゲイト駅（2代目）が開業し、サンドゲイト駅（初代）がショーンクリフ駅に改称された。

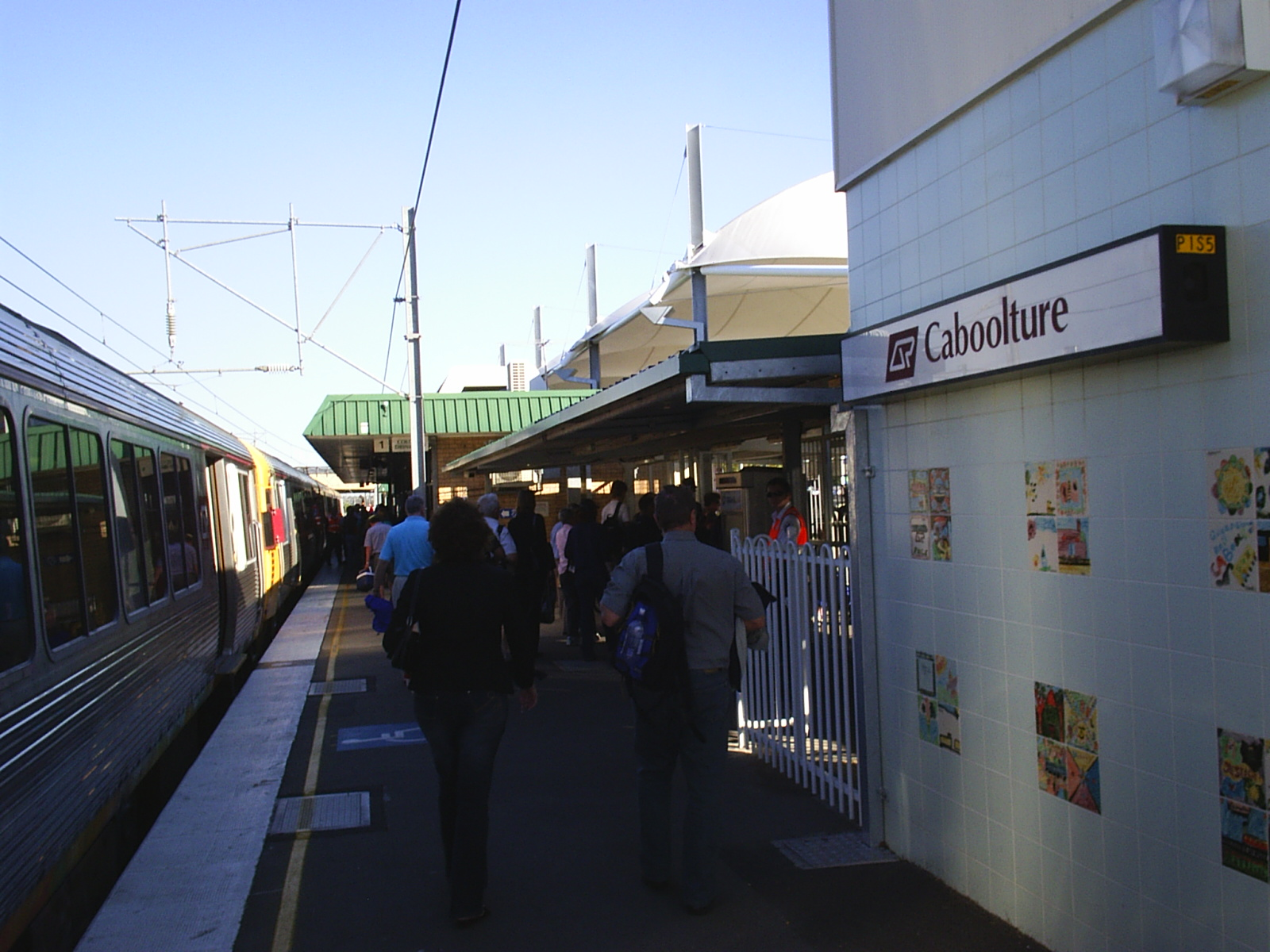
カブルチャー駅: かつてキルコイ駅への支線が分岐していた。

他に、1909年にノース・コースト線カブルチャー駅から北西に分岐してウッドフォード駅 (Woodford) までの支線が開業し、1913年に西にキルコイ駅 (Kilcoy) まで延伸開業したが、のちに廃止され、ウッドフォード駅付近の約1kmの区間は Durundur Railway という保存鉄道に移管された。

### ワイド・ベイ＝バーネット地方の接続路線

#### 概要
- 路線距離:
  - （支線） ギンピー・ノース駅 - ギンピー駅の手前 : 約2km
  - （支線） Theebine - キンガロイ駅 : 130.81km
  - （支線） Mungar - モント駅 : 267.84km
  - （支線） メリーボロー・ウェスト駅 - メリーボロー駅 : 7.29km
- 複線区間: なし（全線単線）
- 電化区間: なし（全線非電化）

ワイド・ベイ＝バーネット (Wide Bay-Burnett) 地方ではギンピー駅、キンガロイ駅、モント駅、メリーボロー駅への支線が分岐しており、モント駅ではCallemondahからの支線と接続している。貨物列車が運行されている。定期旅客列車は運行されていない。

#### 歴史

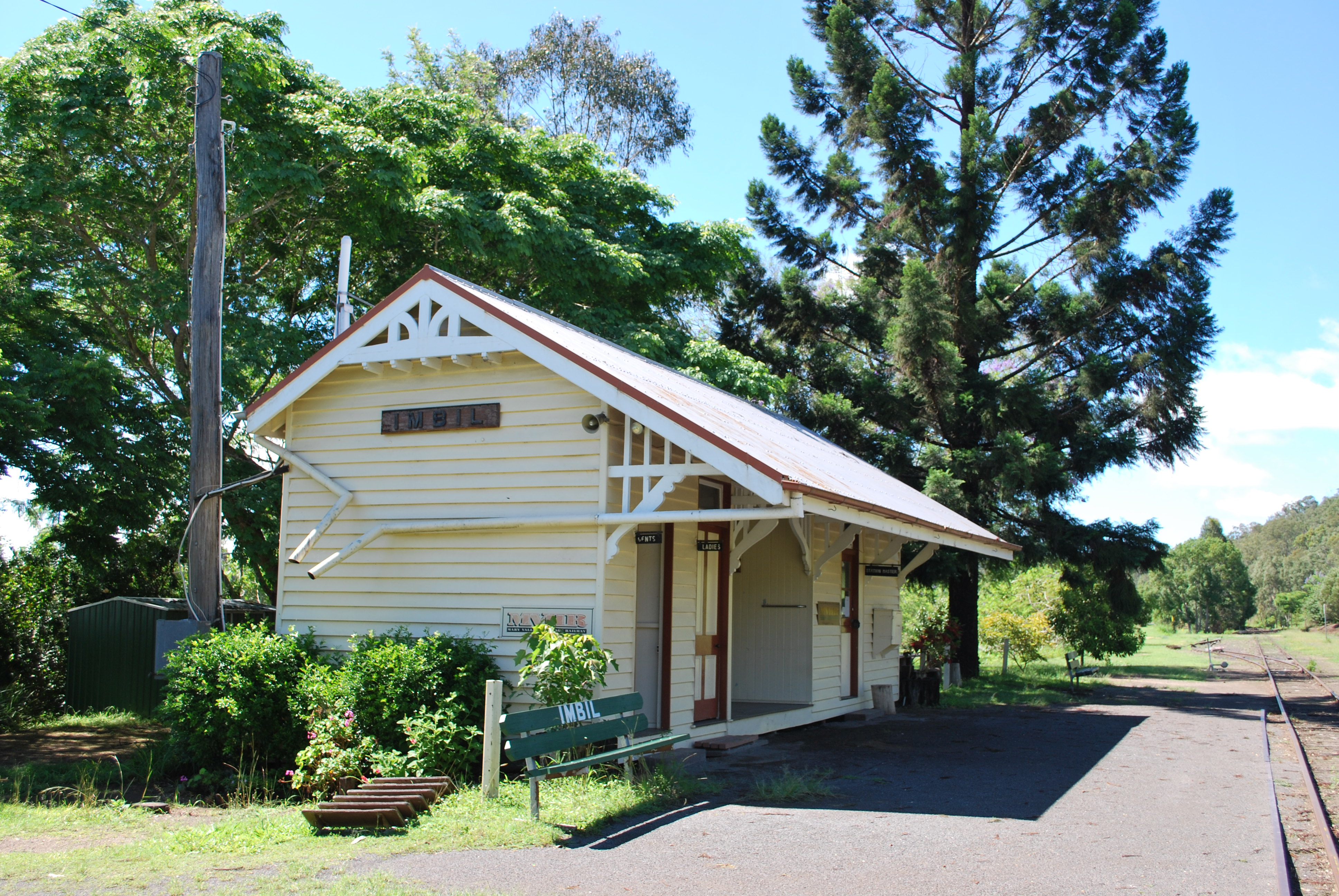
インビル駅

Monklandで南に分岐する支線が1915年にBroolooまで開業した。ギンピー駅 - Monkland - Brooloo間はのちに廃止され、このうちギンピー駅 - Monkland - インビル駅 (Imbil) 間はマリー・バレー鉄道 (en:Mary Valley Heritage Railway) という保存鉄道に移管された。
キンガロイ駅への支線は1886年にKilkivanまで開業し、順次延伸し1911年にナナンゴ駅 (Nanango) まで延伸開業した。途中のキンガロイ駅で分岐してタロング駅 (Tarong) までの支線が1915年に開業した。キンガロイ駅以遠はいずれものちに廃止された。途中のマーゴン駅 (Murgon) で西に分岐してProstonまでの支線が1923年に開業し、その途中のBarlilでさらに北に分岐してWinderaまでの支線が1925年に開業したがのちに廃止され、1993年にByee以遠が廃止され1999年にマーゴン駅 - Byee間 (12.22km) も廃止された。
モント駅への支線は1891年にBiggendenまで開業し、順次延伸し1928年にモント駅まで延伸開業した。1931年にCallemondahからの支線がモント駅まで達し、当支線に接続した。
他に、1896年にノース・コースト線Coltonから北東に分岐してピアルバ駅 (Pialba) までの支線が開業し、1913年に東にウランガン駅 (Urangan) まで延伸開業したが、のちにTakura以遠が廃止され1997年にColton - Takura (12.93km) 間も廃止された。1887年にノース・コースト線 Isis Junction から西に分岐してチルダーズ駅 (Childers) までの支線が開業し、1896年にCordalbaまで、1913年にDallarnilまで延伸開業したが、のちに廃止された。1912年にノース・コースト線バンダバーグ駅 (Bundaberg) から東に分岐してPembertonまでの鉄道が当時のウーンガラ市 (en:Shire of Woongarra) によって建設され、1918年にクイーンズランド州営鉄道がこの市営鉄道を買収したが、のちに Bunda Street 以遠が廃止され1999年にバンダバーグ駅 - Bunda Street 間も廃止された。1881年にノース・バンダバーグ駅 (North Bundaberg) から西南西にMoolboolamanまでの路線が開業し、1884年に Mount Perry の銅山まで延伸開業し、1891年にノース・バンダバーグ駅でノース・コースト線と接続した。この路線の途中のGoondoonで分岐してWallavilleまでの支線が1920年に開業し1931年にMorganvilleまで延伸開業したがのちに廃止され、ノース・バンダバーグ駅 - Mount Perry 間も1961年に廃止された。

### フィッツロイ地方の接続路線

#### 概要
ParanaとCallemondahで接続するモウラ駅への路線はモウラ短絡線を、Rocklandsで接続するウィントン駅への路線はセントラル線を参照。
- 路線距離:
  - （支線） Callemondah - モント駅 : 159.03km （Callemondah - Graham （約18km）はモウラ短絡線と重複）
  - （支線） グレンモア・ジャンクション - ヤプーン駅 : 53.53km
- 複線区間: なし（全線単線）
- 電化区間: なし（全線非電化）

フィッツロイ (Fitzroy) 地方ではモント駅、ヤプーン駅への支線が分岐しており、モント駅ではMungarからの支線と接続している。貨物列車が運行されている。定期旅客列車は運行されていない。

#### 歴史
モント駅への支線は1910年に Many Peaks まで開業し、順次延伸し1931年にモント駅まで開業しMungarからの支線に接続した。
ヤプーン駅への支線は1888年にノース・ロックハンプトン駅 (North Rockhampton) から東にエミュー・パーク駅 (Emu Park) まで開業し、1899年にロックハンプトン駅 - ノース・ロックハンプトン駅間が開業しセントラル線と接続した。途中のNankinで南東に分岐してBroadmountまでの支線が1898年に開業した。途中のSleipnerで北に分岐してヤプーン駅までの支線が1909年に開業した。のちにロックハンプトン駅 - グレンモア・ジャンクション間はノース・コースト線に編入され、Sleipner - エミュー・パーク駅間は廃止され、Nankin - Broadmount間も1929年に廃止された。
他に、1912年にノース・コースト線Bajoolから東北東に分岐してポート・アルマ駅 (Port Alma) までの支線が開業したが、のちに途中の CQ Saltworks への引き込み線になりそれ以遠は廃止された。1916年にノース・コースト線ロックハンプトン駅から北西に分岐してRidgelandsまでの支線が開業したが、のちに廃止された。

### マッカイ地方の接続路線

#### 概要
- 路線距離:
  - （支線） ヘイ・ポイント駅 - Yukan - ノース・グニエラ駅 : 217.22km
    - （支線の支線） コパベラ駅 - グレゴリー・ジャンクション : 約165km
    - （支線の支線） Wotonga - ブレアソール炭鉱駅 : 108.20km

  - （支線） マッカイ駅 - Marian : 23.04km
  - （支線） Erakala - マッカイ・ハーバー駅 : 8.97km
- 複線区間: ヘイ・ポイント駅（ダーリンプル・ベイ・ジャンクション） - Wotonga
- 電化区間（交流25,000V、50Hz）: ヘイ・ポイント駅 - ノース・グニエラ駅、コパベラ駅 - グレゴリー・ジャンクション、Wotonga - ブレアソール炭鉱駅

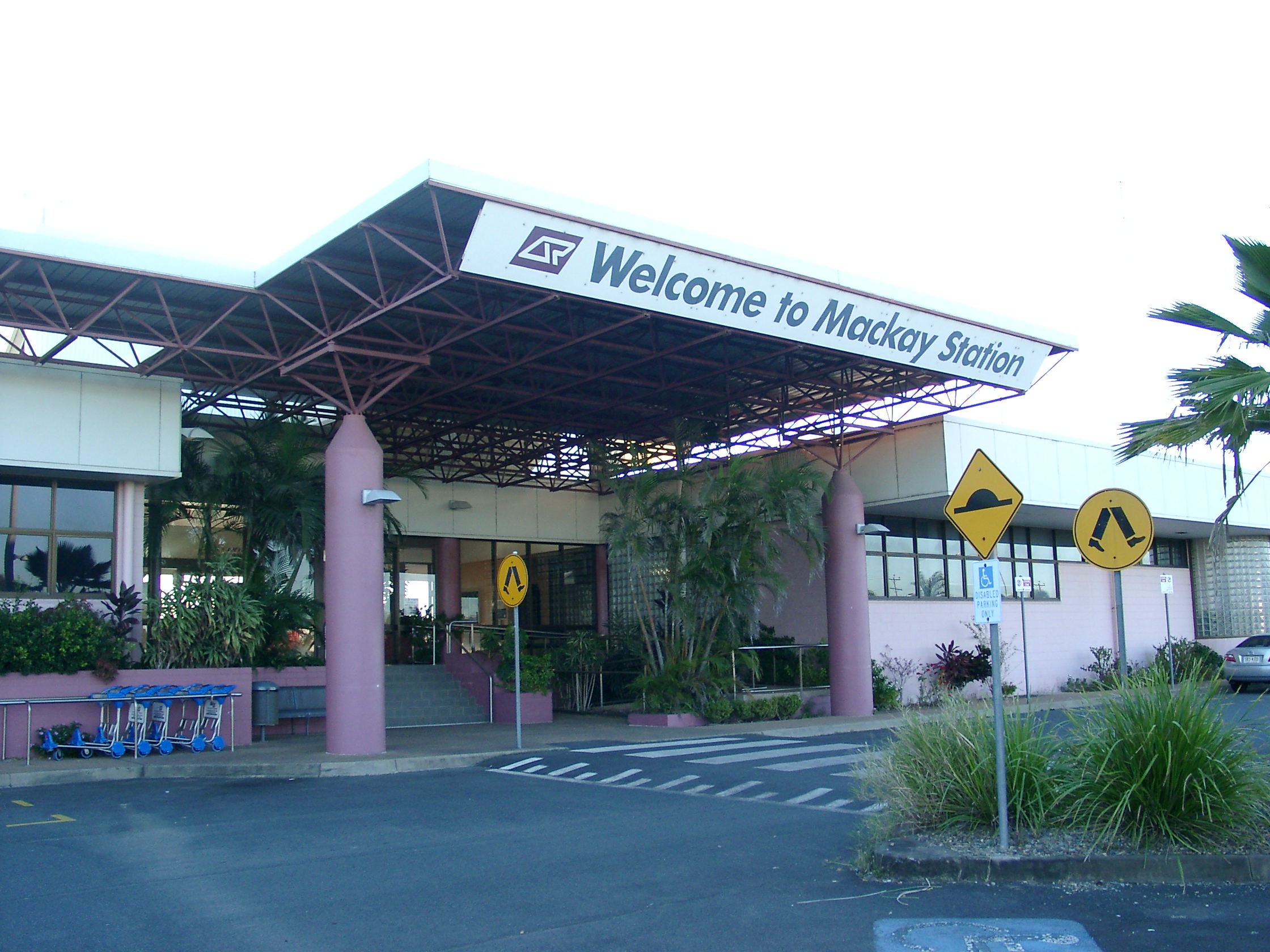
マッカイ駅

マッカイ地方ではノース・グニエラ駅、グレゴリー・ジャンクション (Gregory Junction)、ブレアソール炭鉱駅 (Blair Athol Mine)、Marian、マッカイ・ハーバー駅への支線が分岐しており、グレゴリー・ジャンクションとブレアソール・ジャンクション (Blair Athol Junction) ではそれぞれセントラル線からの支線と接続している。支線の起点のヘイ・ポイント駅ではヘイ・ポイント石炭ターミナルとダーリンプル・ベイ (Dalrymple Bay) 石炭ターミナルの2つの方向に線路が分かれている。Yukanではノース・コースト線と接続している。当支線内には多数の炭鉱への引き込み線が存在し、ヘイル・クリーク駅 (Hail Creek) への引き込み線は40kmを超える距離がある。Marianへの支線にはサトウキビ輸送鉄道とのダイヤモンドクロッシングや跳ね橋による交差が存在する。
当支線ではQRナショナルが貨物列車を運行している。サウス・ウォーカー駅 (South Walker)、ヘイル・クリーク駅、コパベラ駅 (Coppabella)、カーボロ・ダウンズ駅 (Carborough Downs)、バートン駅 (Burton)、アイザック・プレーンズ駅 (Isaac Plains)、モランバー・ノース駅 (Moranbah North)、グニエラ駅、リバーサイド駅 (Riverside)、ノース・グニエラ駅、モアベール駅 (Moorvale)、ミレニアム駅 (Millennium)、ピーク・ダウンズ駅 (Peak Downs)、サラジ駅 (Saraji)、ノーウィッチ・パーク駅 (Norwich Park)、ジャーマン・クリーク駅 (German Creek)、オーキー・クリーク駅 (Oaky Creek)、ブレアソール炭鉱駅、およびグレゴリー・ジャンクションの先のグレゴリー駅から石炭輸送列車がヘイ・ポイント石炭ターミナルやダーリンプル・ベイ石炭ターミナルまで運行されている。コパベラ駅やモアベール駅からはYukanでノース・コースト線に乗り入れてボーエン地区まで運行される石炭輸送列車もある。Marianへの支線は砂糖輸送用である。いずれの路線も定期旅客列車は運行されていない。

#### 歴史
ノース・グニエラ駅への支線は1971年にヘイ・ポイント駅 - グニエラ駅間が開業した。途中のコパベラ駅で分岐してピーク・ダウンズ駅までの支線が1972年に開業し、順次延伸し1983年にジャーマン・クリーク駅まで開業し、1982年に開業していたジャーマン・クリーク駅 - グレゴリー・ジャンクション間とつながりセントラル線Burngroveからの支線に接続した。途中のWotongaで分岐してブレアソール炭鉱駅までの支線が1983年に開業した。2008年にBroadlea - Wotonga間の複線化が完成した。
Marianへの支線は、1880年代から1920年代までにかけてプランテーションの拡大に伴ってサトウキビ輸送のために作られた鉄道路線の一部である。1885年にマッカイ駅から西にHamilton（同年中にミラーニ駅 (Mirani) に改称）までと途中のNewburyで南に分岐してEtonまでが開業し、1897年にミラーニ駅からミラーニ・ウェスト駅 (Mirani West) まで、1902年にPinnacleまで延伸開業した。1903年に途中のBenholmから北に分岐してLangdonまでと、1904年に終点のPinnacleから西にフィンチ・ハットン駅 (Finch Hatton) までの2つのフィーダー路線が当時のパイオニア市 (en:Shire of Pioneer) によって建設された。1910年にクイーンズランド州営鉄道がこれらの市営鉄道を買収し、1911年にフィンチ・ハットン駅 - ユンゲラ・レインジ駅 (Eungella Range)（1913年にNetherdaleに改称）間とLangdon -Kungurri間が延伸開業した。1922年に途中のGargettから北に分岐して Owens Creek までの支線が開業した。マッカイ駅 - Marian間以外はのちに廃止された。
マッカイ・ハーバー駅への支線は1981年に開業した。このErakalaからの支線が開業する前は、港湾への路線はパイオニア川の南側にありマッカイ市街地を通過していた。

### ノース・クイーンズランド地方の接続路線

#### 概要
スチュアート駅で接続するマウント・アイザ駅への路線はマウント・アイザ線を参照。
- 路線距離:
  - （支線） Durroburra - ニューランズ駅 : 150.06km
    - （支線の支線） コリンズビル駅 - McNaughton : 7.61km

  - （支線） Kaili - アボット・ポイント駅 : 13.19km
  - （支線） Cobarra - Yabulu : 約0km
- 複線区間: なし（全線単線）
- 電化区間: なし（全線非電化）

ノース・クイーンズランド地方 (en:North Queensland) ではニューランズ駅、McNaughton、アボット・ポイント駅への支線が分岐している。McNaughton、ソノマ駅 (Sonoma)、ニューランズ駅からノース・コースト線Durroburra - Kaili間を経由してアボット・ポイント石炭ターミナルまでQRナショナルの石炭輸送列車が運行されている。定期旅客列車は運行されていない。

#### 歴史
ニューランズ駅への支線は1922年にノース・コースト線Merindaから分岐してコリンズビル駅 (Collinsville) までの支線が開業し、1984年にニューランズ駅まで延伸開業した。のちにノース・コースト線Durroburraから接続するルートが開業し、起点がMerindaからDurroburraに変更された。
アボット・ポイント駅への支線は1983年に開業した。
Cobarra からの支線は1974年に西にGreenvaleのニッケル鉱山まで開業したが、1993年の列車を最後に廃止され、ノース・コースト線YabuluからCobarraの精錬所につながる部分のみが残った。

#### 延伸計画
ニューランズ駅から南にノース・グニエラ駅までの約69kmの区間を延伸し、ヘイ・ポイント駅 - ノース・グニエラ駅間の支線と接続する計画がある。これが実現すればヘイ・ポイント駅 - ノース・グニエラ駅間の支線の沿線の炭鉱からアボット・ポイント石炭ターミナルまでがYukanを経由せずに直接結ばれる。

### ファー・ノース・クイーンズランド地方の接続路線

#### 概要
- 路線距離:
  - （支線） ケアンズ駅 - アサートン駅 : 108.67km
    - （支線の支線） マリーバ駅 - アルマデン駅 : 119.89km
      - （支線の支線の支線） Arriga Junction - Arriga : 3.77km
      - （支線の支線の支線） アルマデン駅 - フォーサイス駅 : 228.90km
- 複線区間: なし（全線単線）
- 電化区間: なし（全線非電化）

ファー・ノース・クイーンズランド地方ではアサートン駅、Arriga、フォーサイス駅 (Forsayth) への支線がケアンズ駅でノース・コースト線と直結している。貨物列車と旅客列車が運行されている。主な貨物は砂糖で、Arrigaは製糖所のための駅である。ケアンズ駅 - フォーサイス駅間ではケアンズ・キュランダ・スチーム・トレインの観光列車「ザ・サバンナランダー」が週1往復運行されている。ケアンズ駅 - キュランダ駅間ではトラベルトレインの観光列車「キュランダ高原列車」が毎日運行されている。

#### 歴史
アサートン駅への支線は、スズ鉱山の町ハーバートン (Herberton) と東海岸を結ぶために作られた鉄道路線の一部である。東海岸の起点の町はイニスフェイルとケアンズとポート・ダグラスの3つが検討され、ケアンズが採用された。1887年にケアンズ駅 - レッドリンチ駅 (Redlynch) 間が開業し、1888年にカメルンガ駅 (Kamerunga) への短い支線が開業した。1891年にレッドリンチ駅 - キュランダ駅 - マイオラ駅 (Myola) 間が開業するとともにカメルンガ駅へ支線は廃止された。さらに順次延伸し1893年にマリーバ駅 (Mareeba) まで、1903年にアサートン駅まで、1910年にハーバートン駅まで、1916年にレーベンスホー駅 (Ravenshoe) まで開業した。アサートン駅 - レーベンスホー駅間はのちに廃止され、レーベンスホー鉄道 (Ravenshoe Railway) という保存鉄道に移管された。
マリーバ駅で分岐する支線はもともとは私鉄であった。1901年にチラゴー鉄道 (Chillagoe Railway) という私鉄のマリーバ駅 - チラゴー駅 - ムンガナ駅 (Mungana) 間が開業し、途中のアルマデン駅 (Almaden) で Etheridge Railway という私鉄が分岐して1910年にフォーサイス駅まで開業した。1919年にクイーンズランド州営鉄道がこれらの2つの私鉄を買収し、アルマデン駅 - チラゴー駅 - ムンガナ駅間はのちに廃止された。
他に、ケアンズ駅 - マリーバ駅間のビブーラ駅 (Biboohra) から北に分岐してマウント・モロイ駅 (Mount Molloy) までの私鉄が1908年に開業し、1917年にクイーンズランド州営鉄道が買収し、1926年にRumulaまで延伸開業したが、のちに廃止された。アサートン駅の手前のトルガ駅 (Tolga) で分岐して南東のマランダ駅 (Malanda) までの支線が1910年に開業し、1921年に南にミラ・ミラ駅 (Millaa Millaa) まで延伸開業したが、のちに廃止された。